# Tour d'Espagne 2002
Le Tour d'Espagne 2002 s'est déroulé du 7 au 29 septembre. Il fut remporté par l'Espagnol Aitor González (Kelme), qui s'empara du maillot or lors de l'ultime étape, grâce à sa victoire dans le contre-la-montre.

## Participation

### Equipes
Un total de 23 équipes participent à cette édition du Tour d'Espagne. 19 de ces équipes sont issues de la première division mondiale, les Groupes Sportifs 1, les quatre dernières des Groupes Sportifs II. On retrouve huit équipes italiennes, six équipes espagnoles, trois françaises et deux allemandes et une belge, une suisse, une portugaise et une américaine. C'est la première participation pour l'équipe Phonak, Alexia Alluminio, BigMat-Auber 93 et la Tacconi Sport, alors que c'est la vingt-troisième pour iBanesto.com et Kelme.
| Groupes sportifs I (20)- Team Coast - Acqua & Sapone-Cantina Tollo - AG2R Prévoyance - BigMat-Auber 93 - Cofidis, le Crédit par Téléphone - Domo-Farm Frites - Euskaltel-Euskadi - Fassa Bortolo - iBanesto.com - Index-Alexia Alluminio - Kelme-Costa Blanca - Lampre-Daikin - Mapei-Quick Step - Milaneza-MSS - ONCE-Eroski - Phonak Hearing Systems - Saeco-Longoni Sport - Tacconi Sport - Telekom - US Postal Service Groupes sportifs II (3)- Alessio - Jazztel-Costa de Almeria - Colchon Relax-Fuenlabrada |
| |

## Étapes
| N°  | Date   | Villes étapes                    | km        | Vainqueur d'étape          | Leader du classement général |
| 1re | 7 sep  | Valence - Valence                | 24.6 CLME | ONCE                       | Joseba Beloki                |
| 2e  | 8 sep  | Valence - Alcoy                  | 145       | Danilo Di Luca             | Joseba Beloki                |
| 3e  | 9 sep  | San Vicente del Raspeig - Murcie | 134       | Mario Cipollini            | Joseba Beloki                |
| 4e  | 10 sep | Águilas - Roquetas de Mar        | 149.5     | Mario Cipollini            | Joseba Beloki                |
| 5e  | 11 sep | El Ejido - Sierra Nevada         | 198       | Guido Trentin              | Mikel Zarrabeitia            |
| 6e  | 12 sep | Grenade - Sierra de la Pandera   | 153       | Roberto Heras              | Óscar Sevilla                |
| 7e  | 13 sep | Jaen - Malaga                    | 197       | Mario Cipollini            | Óscar Sevilla                |
| 8e  | 14 sep | Malaga - Ubrique                 | 174       | Aitor González             | Óscar Sevilla                |
| 9e  | 15 sep | Cordoue - Cordoue                | 175       | Pablo Lastras              | Óscar Sevilla                |
| 10e | 16 sep | Cordoue - Cordoue                | 36.5 CLM  | Aitor González             | Óscar Sevilla                |
| 11e | 18 sep | Alcobendas - Collado Villalba    | 166       | Pablo Lastras              | Óscar Sevilla                |
| 12e | 19 sep | Ségovie - Burgos                 | 210.5     | Alessandro Petacchi        | Óscar Sevilla                |
| 13e | 20 sep | Burgos - Santander               | 190       | Giovanni Lombardi          | Óscar Sevilla                |
| 14e | 21 sep | Santander - Gijón                | 190       | Serguei Smetanine          | Óscar Sevilla                |
| 15e | 22 sep | Gijón - Alto de l'Angliru        | 177       | Roberto Heras              | Roberto Heras                |
| 16e | 24 sep | Avilés - León                    | 155       | Santiago Botero            | Roberto Heras                |
| 17e | 25 sep | Benavente - Salamanque           | 146       | Angelo Furlan              | Roberto Heras                |
| 18e | 26 sep | Salamanque - La Covatilla        | 194       | Santiago Blanco            | Roberto Heras                |
| 19e | 27 sep | Béjar - Ávila                    | 178       | José Vicente García Acosta | Roberto Heras                |
| 20e | 28 sep | Ávila - San Martín de la Vega    | 141       | Angelo Furlan              | Roberto Heras                |
| 21e | 29 sep | Warner B. Park - S. Bernabéu     | 41.2 CLM  | Aitor González             | Aitor González               |

## Classements

### Classement général
| \| Classement général \| Classement général \| Classement général \| Classement général \| Classement général \| \| Coureur \| Coureur \| Pays \| Équipe \| Temps \| \| ------------------ \| --------------------- \| ------------------ \| ------------------------------- \| ------------------ \| \| 1er \| Aitor González \| Espagne \| Kelme-Costa Blanca \| 75 h 13 min 52 s \| \| 2e \| Roberto Heras \| Espagne \| US Postal Service \| + 2 min 14 s \| \| 3e \| Joseba Beloki \| Espagne \| ONCE-Eroski \| + 3 min 11 s \| \| 4e \| Óscar Sevilla \| Espagne \| Kelme-Costa Blanca \| + 3 min 26 s \| \| 5e \| Iban Mayo \| Espagne \| Euskaltel-Euskadi \| + 5 min 42 s \| \| 6e \| Ángel Casero \| Espagne \| Team Coast \| + 6 min 33 s \| \| 7e \| Francesco Casagrande \| Italie \| Fassa Bortolo \| + 6 min 38 s \| \| 8e \| Félix García Casas \| Espagne \| BigMat-Auber 93 \| + 6 min 46 s \| \| 9e \| Manuel Beltrán \| Espagne \| Team Coast \| + 8 min 29 s \| \| 10e \| Gilberto Simoni \| Italie \| Saeco-Longoni Sport \| + 9 min 22 s \| \| 11e \| Haimar Zubeldia \| Espagne \| Euskaltel-Euskadi \| + 9 min 49 s \| \| 12e \| Claus Michael Møller \| Danemark \| Milaneza-MSS \| + 10 min 16 s \| \| 13e \| Fabian Jeker \| Suisse \| Milaneza-MSS \| + 11 min 45 s \| \| 14e \| David Plaza \| Espagne \| Team Coast \| + 11 min 50 s \| \| 15e \| Guido Trentin \| Italie \| Cofidis-Le Crédit par Téléphone \| + 15 min 27 s \| \| 16e \| Rui Sousa \| Portugal \| Milaneza-MSS \| + 16 min 36 s \| \| 17e \| Pablo Lastras \| Espagne \| iBanesto.com \| + 19 min 33 s \| \| 18e \| Tadej Valjavec \| Slovénie \| Fassa Bortolo \| + 23 min 11 s \| \| 19e \| Carlos García Quesada \| Espagne \| Kelme-Costa Blanca \| + 24 min 01 s \| \| 20e \| Danilo Di Luca \| Italie \| Saeco-Longoni Sport \| + 30 min 35 s \| \| 21e \| Mikel Zarrabeitia \| Espagne \| ONCE-Eroski \| + 31 min 57 s \| \| 22e \| Luis Pérez Rodríguez \| Espagne \| Team Coast \| + 39 min 42 s \| \| 23e \| Pietro Caucchioli \| Italie \| Alessio \| + 43 min 54 s \| \| 24e \| Vladimir Miholjević \| Croatie \| Alessio \| + 50 min 13 s \| \| 25e \| Christian Vande Velde \| États-Unis \| US Postal Service \| + 52 min 50 s \| |                       |            |                                 |                  |
| |                       |            |                                 |                  |
| Source : ProCyclingStats |                       |            |                                 |                  |
| Classement général |                       |            |                                 |                  |
| Coureur | Coureur               | Pays       | Équipe                          | Temps            |
| 1er | Aitor González        | Espagne    | Kelme-Costa Blanca              | 75 h 13 min 52 s |
| 2e | Roberto Heras         | Espagne    | US Postal Service               | + 2 min 14 s     |
| 3e | Joseba Beloki         | Espagne    | ONCE-Eroski                     | + 3 min 11 s     |
| 4e | Óscar Sevilla         | Espagne    | Kelme-Costa Blanca              | + 3 min 26 s     |
| 5e | Iban Mayo             | Espagne    | Euskaltel-Euskadi               | + 5 min 42 s     |
| 6e | Ángel Casero          | Espagne    | Team Coast                      | + 6 min 33 s     |
| 7e | Francesco Casagrande  | Italie     | Fassa Bortolo                   | + 6 min 38 s     |
| 8e | Félix García Casas    | Espagne    | BigMat-Auber 93                 | + 6 min 46 s     |
| 9e | Manuel Beltrán        | Espagne    | Team Coast                      | + 8 min 29 s     |
| 10e | Gilberto Simoni       | Italie     | Saeco-Longoni Sport             | + 9 min 22 s     |
| 11e | Haimar Zubeldia       | Espagne    | Euskaltel-Euskadi               | + 9 min 49 s     |
| 12e | Claus Michael Møller  | Danemark   | Milaneza-MSS                    | + 10 min 16 s    |
| 13e | Fabian Jeker          | Suisse     | Milaneza-MSS                    | + 11 min 45 s    |
| 14e | David Plaza           | Espagne    | Team Coast                      | + 11 min 50 s    |
| 15e | Guido Trentin         | Italie     | Cofidis-Le Crédit par Téléphone | + 15 min 27 s    |
| 16e | Rui Sousa             | Portugal   | Milaneza-MSS                    | + 16 min 36 s    |
| 17e | Pablo Lastras         | Espagne    | iBanesto.com                    | + 19 min 33 s    |
| 18e | Tadej Valjavec        | Slovénie   | Fassa Bortolo                   | + 23 min 11 s    |
| 19e | Carlos García Quesada | Espagne    | Kelme-Costa Blanca              | + 24 min 01 s    |
| 20e | Danilo Di Luca        | Italie     | Saeco-Longoni Sport             | + 30 min 35 s    |
| 21e | Mikel Zarrabeitia     | Espagne    | ONCE-Eroski                     | + 31 min 57 s    |
| 22e | Luis Pérez Rodríguez  | Espagne    | Team Coast                      | + 39 min 42 s    |
| 23e | Pietro Caucchioli     | Italie     | Alessio                         | + 43 min 54 s    |
| 24e | Vladimir Miholjević   | Croatie    | Alessio                         | + 50 min 13 s    |
| 25e | Christian Vande Velde | États-Unis | US Postal Service               | + 52 min 50 s    |

### Classements annexes
| Classement par points | Classement par points | Classement par points | Classement par points | Classement par points |
| Coureur               | Coureur               | Pays                  | Équipe                | Points                |
| --------------------- | --------------------- | --------------------- | --------------------- | --------------------- |
| 1er                   | Erik Zabel            | Allemagne             | Telekom               | 188 pts               |
| 2e                    | Alessandro Petacchi   | Italie                | Fassa Bortolo         | 163 pts               |
| 3e                    | Aitor González        | Espagne               | Kelme-Costa Blanca    | 151 pts               |
| 4e                    | Angelo Furlan         | Italie                | Alessio               | 102 pts               |
| 5e                    | Roberto Heras         | Espagne               | US Postal Service     | 99 pts                |
| 6e                    | Óscar Sevilla         | Espagne               | Kelme-Costa Blanca    | 95 pts                |
| 7e                    | Gerrit Glomser        | Autriche              | Saeco-Longoni Sport   | 90 pts                |
| 8e                    | Joseba Beloki         | Espagne               | ONCE-Eroski           | 86 pts                |
| 9e                    | Danilo Di Luca        | Italie                | Saeco-Longoni Sport   | 77 pts                |
| 10e                   | Pablo Lastras         | Espagne               | iBanesto.com          | 71 pts                |

| Classement par points | Classement par points | Classement par points | Classement par points | Classement par points |
| Coureur               | Coureur               | Pays                  | Équipe                | Points                |
| --------------------- | --------------------- | --------------------- | --------------------- | --------------------- |
| 1er                   | Erik Zabel            | Allemagne             | Telekom               | 188 pts               |
| 2e                    | Alessandro Petacchi   | Italie                | Fassa Bortolo         | 163 pts               |
| 3e                    | Aitor González        | Espagne               | Kelme-Costa Blanca    | 151 pts               |
| 4e                    | Angelo Furlan         | Italie                | Alessio               | 102 pts               |
| 5e                    | Roberto Heras         | Espagne               | US Postal Service     | 99 pts                |
| 6e                    | Óscar Sevilla         | Espagne               | Kelme-Costa Blanca    | 95 pts                |
| 7e                    | Gerrit Glomser        | Autriche              | Saeco-Longoni Sport   | 90 pts                |
| 8e                    | Joseba Beloki         | Espagne               | ONCE-Eroski           | 86 pts                |
| 9e                    | Danilo Di Luca        | Italie                | Saeco-Longoni Sport   | 77 pts                |
| 10e                   | Pablo Lastras         | Espagne               | iBanesto.com          | 71 pts                |

| Classement de la montagne | Classement de la montagne      | Classement de la montagne | Classement de la montagne    | Classement de la montagne |
| Coureur                   | Coureur                        | Pays                      | Équipe                       | Points                    |
| ------------------------- | ------------------------------ | ------------------------- | ---------------------------- | ------------------------- |
| 1er                       | Aitor Osa                      | Espagne                   | iBanesto.com                 | 107 pts                   |
| 2e                        | Roberto Heras                  | Espagne                   | US Postal Service            | 99 pts                    |
| 3e                        | Juan Antonio Flecha            | Espagne                   | iBanesto.com                 | 90 pts                    |
| 4e                        | Gilberto Simoni                | Italie                    | Saeco-Longoni Sport          | 81 pts                    |
| 5e                        | Santiago Blanco                | Espagne                   | iBanesto.com                 | 79 pts                    |
| 6e                        | Félix García Casas             | Espagne                   | BigMat-Auber 93              | 67 pts                    |
| 7e                        | Óscar Pereiro                  | Espagne                   | Phonak Hearing Systems       | 62 pts                    |
| 8e                        | Miguel Ángel Martín Perdiguero | Espagne                   | Acqua & Sapone-Cantina Tollo | 54 pts                    |
| 9e                        | Pietro Caucchioli              | Italie                    | Alessio                      | 54 pts                    |
| 10e                       | Óscar Sevilla                  | Espagne                   | Kelme-Costa Blanca           | 51 pts                    |

| Classement de la montagne | Classement de la montagne      | Classement de la montagne | Classement de la montagne    | Classement de la montagne |
| Coureur                   | Coureur                        | Pays                      | Équipe                       | Points                    |
| ------------------------- | ------------------------------ | ------------------------- | ---------------------------- | ------------------------- |
| 1er                       | Aitor Osa                      | Espagne                   | iBanesto.com                 | 107 pts                   |
| 2e                        | Roberto Heras                  | Espagne                   | US Postal Service            | 99 pts                    |
| 3e                        | Juan Antonio Flecha            | Espagne                   | iBanesto.com                 | 90 pts                    |
| 4e                        | Gilberto Simoni                | Italie                    | Saeco-Longoni Sport          | 81 pts                    |
| 5e                        | Santiago Blanco                | Espagne                   | iBanesto.com                 | 79 pts                    |
| 6e                        | Félix García Casas             | Espagne                   | BigMat-Auber 93              | 67 pts                    |
| 7e                        | Óscar Pereiro                  | Espagne                   | Phonak Hearing Systems       | 62 pts                    |
| 8e                        | Miguel Ángel Martín Perdiguero | Espagne                   | Acqua & Sapone-Cantina Tollo | 54 pts                    |
| 9e                        | Pietro Caucchioli              | Italie                    | Alessio                      | 54 pts                    |
| 10e                       | Óscar Sevilla                  | Espagne                   | Kelme-Costa Blanca           | 51 pts                    |

| Classement par équipes | Classement par équipes           | Classement par équipes | Classement par équipes |
| Équipe                 | Équipe                           | Pays                   | Temps                  |
| ---------------------- | -------------------------------- | ---------------------- | ---------------------- |
| 1re                    | Kelme-Costa Blanca               | Espagne                | 225 h 37 min 59 s      |
| 2e                     | Team Coast                       | Allemagne              | + 2 min 05 s           |
| 3e                     | Milaneza-MSS                     | Portugal               | + 34 min 48 s          |
| 4e                     | ONCE-Eroski                      | Espagne                | + 35 min 20 s          |
| 5e                     | Euskaltel-Euskadi                | Espagne                | + 59 min 49 s          |
| 6e                     | Cofidis, le Crédit par Téléphone | France                 | + 1 h 21 min 56 s      |
| 7e                     | iBanesto.com                     | Espagne                | + 1 h 25 min 11 s      |
| 8e                     | Fassa Bortolo                    | Italie                 | + 1 h 25 min 54 s      |
| 9e                     | Saeco-Longoni Sport              | Italie                 | + 1 h 28 min 25 s      |
| 10e                    | Jazztel-Costa de Almeria         | Espagne                | + 1 h 52 min 41 s      |

| Classement par équipes | Classement par équipes           | Classement par équipes | Classement par équipes |
| Équipe                 | Équipe                           | Pays                   | Temps                  |
| ---------------------- | -------------------------------- | ---------------------- | ---------------------- |
| 1re                    | Kelme-Costa Blanca               | Espagne                | 225 h 37 min 59 s      |
| 2e                     | Team Coast                       | Allemagne              | + 2 min 05 s           |
| 3e                     | Milaneza-MSS                     | Portugal               | + 34 min 48 s          |
| 4e                     | ONCE-Eroski                      | Espagne                | + 35 min 20 s          |
| 5e                     | Euskaltel-Euskadi                | Espagne                | + 59 min 49 s          |
| 6e                     | Cofidis, le Crédit par Téléphone | France                 | + 1 h 21 min 56 s      |
| 7e                     | iBanesto.com                     | Espagne                | + 1 h 25 min 11 s      |
| 8e                     | Fassa Bortolo                    | Italie                 | + 1 h 25 min 54 s      |
| 9e                     | Saeco-Longoni Sport              | Italie                 | + 1 h 28 min 25 s      |
| 10e                    | Jazztel-Costa de Almeria         | Espagne                | + 1 h 52 min 41 s      |

| Classement du combiné | Classement du combiné | Classement du combiné | Classement du combiné | Classement du combiné |
| Coureur               | Coureur               | Pays                  | Équipe                | Points                |
| --------------------- | --------------------- | --------------------- | --------------------- | --------------------- |
| 1er                   | Roberto Heras         | Espagne               | US Postal Service     | 9 pts                 |
| 2e                    | Aitor González        | Espagne               | Kelme-Costa Blanca    | 19 pts                |
| 3e                    | Óscar Sevilla         | Espagne               | Kelme-Costa Blanca    | 20 pts                |
| 4e                    | Joseba Beloki         | Espagne               | ONCE-Eroski           | 23 pts                |
| 5e                    | Iban Mayo             | Espagne               | Euskaltel-Euskadi     | 29 pts                |
| 6e                    | Félix García Casas    | Espagne               | BigMat-Auber 93       | 30 pts                |
| 7e                    | Gilberto Simoni       | Italie                | Saeco-Longoni Sport   | 35 pts                |
| 8e                    | Francesco Casagrande  | Italie                | Fassa Bortolo         | 40 pts                |
| 9e                    | Fabian Jeker          | Suisse                | Milaneza-MSS          | 52 pts                |
| 10e                   | Danilo Di Luca        | Italie                | Saeco-Longoni Sport   | 56 pts                |

| Classement du combiné | Classement du combiné | Classement du combiné | Classement du combiné | Classement du combiné |
| Coureur               | Coureur               | Pays                  | Équipe                | Points                |
| --------------------- | --------------------- | --------------------- | --------------------- | --------------------- |
| 1er                   | Roberto Heras         | Espagne               | US Postal Service     | 9 pts                 |
| 2e                    | Aitor González        | Espagne               | Kelme-Costa Blanca    | 19 pts                |
| 3e                    | Óscar Sevilla         | Espagne               | Kelme-Costa Blanca    | 20 pts                |
| 4e                    | Joseba Beloki         | Espagne               | ONCE-Eroski           | 23 pts                |
| 5e                    | Iban Mayo             | Espagne               | Euskaltel-Euskadi     | 29 pts                |
| 6e                    | Félix García Casas    | Espagne               | BigMat-Auber 93       | 30 pts                |
| 7e                    | Gilberto Simoni       | Italie                | Saeco-Longoni Sport   | 35 pts                |
| 8e                    | Francesco Casagrande  | Italie                | Fassa Bortolo         | 40 pts                |
| 9e                    | Fabian Jeker          | Suisse                | Milaneza-MSS          | 52 pts                |
| 10e                   | Danilo Di Luca        | Italie                | Saeco-Longoni Sport   | 56 pts                |

### Évolution des classements
| Étape              | Vainqueur                  | Classement général | Classement par point | Classement de la montagne | Classement du combiné | Classement par équipes |
| ------------------ | -------------------------- | ------------------ | -------------------- | ------------------------- | --------------------- | ---------------------- |
| 1                  | ONCE-Eroski                | Joseba Beloki      | non-décerné          | non-décerné               | Joseba Beloki         | ONCE-Eroski            |
| 2                  | Danilo Di Luca             | Joseba Beloki      | Danilo Di Luca       | Médéric Clain             | Vitoriano Fernández   | ONCE-Eroski            |
| 3                  | Mario Cipollini            | Joseba Beloki      | Erik Zabel           | Médéric Clain             | Médéric Clain         | ONCE-Eroski            |
| 4                  | Mario Cipollini            | Joseba Beloki      | Erik Zabel           | Médéric Clain             | Vitoriano Fernández   | ONCE-Eroski            |
| 5                  | Guido Trentin              | Mikel Zarrabeitia  | Erik Zabel           | Médéric Clain             | Guido Trentin         | ONCE-Eroski            |
| 6                  | Roberto Heras              | Óscar Sevilla      | Erik Zabel           | Médéric Clain             | Félix García Casas    | ONCE-Eroski            |
| 7                  | Mario Cipollini            | Óscar Sevilla      | Erik Zabel           | Médéric Clain             | Félix García Casas    | ONCE-Eroski            |
| 8                  | Aitor González             | Óscar Sevilla      | Erik Zabel           | Gilberto Simoni           | Óscar Sevilla         | ONCE-Eroski            |
| 9                  | Pablo Lastras              | Óscar Sevilla      | Erik Zabel           | Gilberto Simoni           | Óscar Sevilla         | ONCE-Eroski            |
| 10                 | Aitor González             | Óscar Sevilla      | Erik Zabel           | Gilberto Simoni           | Óscar Sevilla         | Kelme-Costa Blanca     |
| 11                 | Pablo Lastras              | Óscar Sevilla      | Erik Zabel           | Gilberto Simoni           | Óscar Sevilla         | Kelme-Costa Blanca     |
| 12                 | Alessandro Petacchi        | Óscar Sevilla      | Erik Zabel           | Gilberto Simoni           | Óscar Sevilla         | Kelme-Costa Blanca     |
| 13                 | Giovanni Lombardi          | Óscar Sevilla      | Erik Zabel           | Gilberto Simoni           | Óscar Sevilla         | Team Coast             |
| 14                 | Serguei Smetanine          | Óscar Sevilla      | Erik Zabel           | Gilberto Simoni           | Óscar Sevilla         | Team Coast             |
| 15                 | Roberto Heras              | Roberto Heras      | Erik Zabel           | Gilberto Simoni           | Roberto Heras         | Kelme-Costa Blanca     |
| 16                 | Santiago Botero            | Roberto Heras      | Erik Zabel           | Aitor Osa                 | Roberto Heras         | Kelme-Costa Blanca     |
| 17                 | Angelo Furlan              | Roberto Heras      | Erik Zabel           | Aitor Osa                 | Roberto Heras         | Kelme-Costa Blanca     |
| 18                 | Santiago Blanco            | Roberto Heras      | Erik Zabel           | Roberto Heras             | Roberto Heras         | Kelme-Costa Blanca     |
| 19                 | José Vicente García Acosta | Roberto Heras      | Erik Zabel           | Aitor Osa                 | Roberto Heras         | Kelme-Costa Blanca     |
| 20                 | Angelo Furlan              | Roberto Heras      | Erik Zabel           | Aitor Osa                 | Roberto Heras         | Kelme-Costa Blanca     |
| 21                 | Aitor González             | Aitor González     | Erik Zabel           | Aitor Osa                 | Roberto Heras         | Kelme-Costa Blanca     |
| Classements finals | Classements finals         | Aitor González     | Erik Zabel           | Aitor Osa                 | Roberto Heras         | Kelme-Costa Blanca     |

## Liste des partants
| Team Coast COA | Team Coast COA             | Team Coast COA |
| -------------- | -------------------------- | -------------- |
| Num            | Coureur                    | Pos            |
| 1              | Ángel Casero (ESP)         | 6e             |
| 2              | Daniel Becke (GER)         | 124e           |
| 3              | Manuel Beltrán (ESP)       | 9e             |
| 4              | Fernando Escartín (ESP)    | NP-15          |
| 5              | Aitor Garmendia (ESP)      | 85e            |
| 6              | Fabrizio Guidi (ITA)       | AB-15          |
| 7              | Jaime Hernández (ESP)      | 117e           |
| 8              | Luis Pérez Rodríguez (ESP) | 22e            |
| 9              | David Plaza (ESP)          | 14e            |

| Acqua & Sapone-Cantina Tollo ACQ | Acqua & Sapone-Cantina Tollo ACQ     | Acqua & Sapone-Cantina Tollo ACQ |
| -------------------------------- | ------------------------------------ | -------------------------------- |
| Num                              | Coureur                              | Pos                              |
| 11                               | Santos González (ESP)                | 59e                              |
| 12                               | Daniele Bennati (ITA)                | NP-15                            |
| 13                               | Mario Cipollini (ITA)                | AB-8                             |
| 14                               | Martin Derganc (SLO)                 | AB-5                             |
| 15                               | Rubén Lobato (ESP)                   | 123e                             |
| 16                               | Giovanni Lombardi (ITA)              | AB-14                            |
| 17                               | Miguel Ángel Martín Perdiguero (ESP) | 42e                              |
| 18                               | Mario Scirea (ITA)                   | AB-8                             |
| 19                               | Guido Trenti (ITA)                   | AB-11                            |

| AG2R Prévoyance A2R | AG2R Prévoyance A2R       | AG2R Prévoyance A2R |
| ------------------- | ------------------------- | ------------------- |
| Num                 | Coureur                   | Pos                 |
| 21                  | Mikel Astarloza (ESP)     | 77e                 |
| 22                  | Lauri Aus (EST)           | AB-8                |
| 23                  | Stéphane Bergès (FRA)     | AB-8                |
| 24                  | Alexandre Botcharov (RUS) | 61e                 |
| 25                  | Íñigo Chaurreau (ESP)     | AB-14               |
| 26                  | Nicolas Inaudi (FRA)      | AB-2                |
| 27                  | Thierry Loder (FRA)       | AB-8                |
| 28                  | Christophe Oriol (FRA)    | 91e                 |
| 29                  | Nicolas Portal (FRA)      | 84e                 |

| Alessio ALS | Alessio ALS                | Alessio ALS |
| ----------- | -------------------------- | ----------- |
| Num         | Coureur                    | Pos         |
| 31          | Pietro Caucchioli (ITA)    | 23e         |
| 32          | Andrea Brognara (ITA)      | AB-8        |
| 33          | Raffaele Ferrara (ITA)     | AB-16       |
| 34          | Angelo Furlan (ITA)        | 121e        |
| 35          | Vladimir Miholjević (CRO)  | 24e         |
| 36          | Aleksandar Nikačević (SRB) | AB-2        |
| 37          | Dario Pieri (ITA)          | AB-2        |
| 38          | Alberto Vinale (ITA)       | 128e        |
| 39          | Mauro Zanetti (ITA)        | AB-13       |

| BigMat-Auber 93 BIG | BigMat-Auber 93 BIG        | BigMat-Auber 93 BIG |
| ------------------- | -------------------------- | ------------------- |
| Num                 | Coureur                    | Pos                 |
| 41                  | Félix García Casas (ESP)   | 8e                  |
| 42                  | Guillaume Auger (FRA)      | NP-15               |
| 43                  | Stéphane Heulot (FRA)      | AB-6                |
| 44                  | Jeremy Hunt (GBR)          | AB-7                |
| 45                  | Xavier Jan (FRA)           | AB-5                |
| 46                  | Aitor Kintana (ESP)        | 53e                 |
| 47                  | Cyril Saugrain (FRA)       | 114e                |
| 48                  | Alexei Sivakov (RUS)       | 126e                |
| 49                  | Sébastien Talabardon (FRA) | 110e                |

| Cofidis-Le Crédit par Téléphone COF | Cofidis-Le Crédit par Téléphone COF | Cofidis-Le Crédit par Téléphone COF |
| ----------------------------------- | ----------------------------------- | ----------------------------------- |
| Num                                 | Coureur                             | Pos                                 |
| 51                                  | David Millar (GBR)                  | AB-15                               |
| 52                                  | Daniel Atienza (ESP)                | 28e                                 |
| 53                                  | Íñigo Cuesta (ESP)                  | AB-8                                |
| 54                                  | Médéric Clain (FRA)                 | 70e                                 |
| 55                                  | Bingen Fernández (ESP)              | 87e                                 |
| 56                                  | Massimiliano Lelli (ITA)            | AB-15                               |
| 57                                  | Robert Sassone (FRA)                | 127e                                |
| 58                                  | Dmitriy Fofonov (KAZ)               | 78e                                 |
| 59                                  | Guido Trentin (ITA)                 | 15e                                 |

| Domo-Farm Frites DOM | Domo-Farm Frites DOM    | Domo-Farm Frites DOM |
| -------------------- | ----------------------- | -------------------- |
| Num                  | Coureur                 | Pos                  |
| 61                   | Jeroen Blijlevens (NED) | AB-13                |
| 62                   | Dave Bruylandts (BEL)   | 56e                  |
| 63                   | Steve De Wolf (BEL)     | AB-8                 |
| 64                   | Leif Hoste (BEL)        | AB-16                |
| 65                   | Andrey Kashechkin (KAZ) | AB-14                |
| 66                   | Steven Kleynen (BEL)    | 26e                  |
| 67                   | Koos Moerenhout (NED)   | 72e                  |
| 68                   | Bram Tankink (NED)      | AB-5                 |
| 69                   | Jurgen Van Goolen (BEL) | 116e                 |

| Euskaltel-Euskadi EUS | Euskaltel-Euskadi EUS         | Euskaltel-Euskadi EUS |
| --------------------- | ----------------------------- | --------------------- |
| Num                   | Coureur                       | Pos                   |
| 71                    | Mikel Artetxe (ESP)           | 86e                   |
| 72                    | David Etxebarria (ESP)        | AB-16                 |
| 73                    | Iker Flores (ESP)             | 71e                   |
| 74                    | Gorka Gerrikagoitia (ESP)     | 107e                  |
| 75                    | Roberto Laiseka (ESP)         | AB-5                  |
| 76                    | Alberto López de Munain (ESP) | 65e                   |
| 77                    | José Alberto Martínez (ESP)   | 112e                  |
| 78                    | Iban Mayo (ESP)               | 5e                    |
| 79                    | Haimar Zubeldia (ESP)         | 11e                   |

| Fassa Bortolo FAS | Fassa Bortolo FAS          | Fassa Bortolo FAS |
| ----------------- | -------------------------- | ----------------- |
| Num               | Coureur                    | Pos               |
| 81                | Francesco Casagrande (ITA) | 7e                |
| 82                | Fabio Baldato (ITA)        | AB-8              |
| 83                | Nicola Loda (ITA)          | 88e               |
| 84                | Alessandro Petacchi (ITA)  | 94e               |
| 85                | Gorazd Štangelj (SLO)      | 74e               |
| 86                | Paolo Tiralongo (ITA)      | 43e               |
| 87                | Tadej Valjavec (SLO)       | 18e               |
| 88                | Marco Velo (ITA)           | 57e               |
| 89                | Denis Zanette (ITA)        | 104e              |

| iBanesto.com BAN | iBanesto.com BAN                 | iBanesto.com BAN |
| ---------------- | -------------------------------- | ---------------- |
| Num              | Coureur                          | Pos              |
| 91               | Juan Miguel Mercado (ESP)        | NP-13            |
| 92               | Santiago Blanco (ESP)            | 45e              |
| 93               | Juan Antonio Flecha (ESP)        | 41e              |
| 94               | José Vicente García Acosta (ESP) | 75e              |
| 95               | José Iván Gutiérrez (ESP)        | 100e             |
| 96               | Pablo Lastras (ESP)              | 17e              |
| 97               | Francisco Mancebo (ESP)          | AB-9             |
| 98               | Jon Odriozola (ESP)              | AB-14            |
| 99               | Aitor Osa (ESP)                  | 54e              |

| Index-Alexia Alluminio INA | Index-Alexia Alluminio INA | Index-Alexia Alluminio INA |
| -------------------------- | -------------------------- | -------------------------- |
| Num                        | Coureur                    | Pos                        |
| 101                        | Paolo Savoldelli (ITA)     | NP-5                       |
| 102                        | Dario Andriotto (ITA)      | AB-11                      |
| 103                        | Giuseppe Di Grande (ITA)   | AB-15                      |
| 104                        | Alessandro Guerra (ITA)    | 122e                       |
| 105                        | Marco Magnani (ITA)        | AB-11                      |
| 106                        | Daniele Galli (ITA)        | AB-7                       |
| 107                        | Ivan Quaranta (ITA)        | AB-5                       |
| 108                        | Corrado Serina (ITA)       | AB-8                       |
| 109                        | Andris Reiss (LAT)         | 95e                        |

| Jazztel-Costa de Almeria JAZ | Jazztel-Costa de Almeria JAZ   | Jazztel-Costa de Almeria JAZ |
| ---------------------------- | ------------------------------ | ---------------------------- |
| Num                          | Coureur                        | Pos                          |
| 111                          | Rafael Casero (ESP)            | 40e                          |
| 112                          | Darío Gadeo (ESP)              | 115e                         |
| 113                          | Jorge Ferrío (ESP)             | 49e                          |
| 114                          | José Antonio Garrido (ESP)     | 36e                          |
| 115                          | Juan Carlos Guillamón (ESP)    | 125e                         |
| 116                          | Serguei Smetanine (RUS)        | 80e                          |
| 117                          | José Antonio Pecharromán (ESP) | 27e                          |
| 118                          | Carlos Torrent (ESP)           | 73e                          |
| 119                          | Ricardo Valdés (ESP)           | AB-9                         |

| Kelme-Costa Blanca KEL | Kelme-Costa Blanca KEL         | Kelme-Costa Blanca KEL |
| ---------------------- | ------------------------------ | ---------------------- |
| Num                    | Coureur                        | Pos                    |
| 121                    | Óscar Sevilla (ESP)            | 4e                     |
| 122                    | Santiago Botero (COL)          | 66e                    |
| 123                    | Juan José de los Ángeles (ESP) | 52e                    |
| 124                    | Carlos García Quesada (ESP)    | 19e                    |
| 125                    | Aitor González (ESP)           | 1er                    |
| 126                    | José Enrique Gutiérrez (ESP)   | 37e                    |
| 127                    | Jesús Manzano (ESP)            | NP-17                  |
| 128                    | Antonio Tauler (ESP)           | 39e                    |
| 129                    | Alejandro Valverde (ESP)       | AB-15                  |

| Lampre-Daikin LAM | Lampre-Daikin LAM        | Lampre-Daikin LAM |
| ----------------- | ------------------------ | ----------------- |
| Num               | Coureur                  | Pos               |
| 131               | Juan Manuel Gárate (ESP) | NP-15             |
| 132               | Simone Bertoletti (ITA)  | 31e               |
| 133               | Massimo Codol (ITA)      | 48e               |
| 134               | Milan Kadlec (CZE)       | AB-12             |
| 135               | Johan Verstrepen (BEL)   | AB-12             |
| 136               | Mariano Piccoli (ITA)    | 102e              |
| 137               | Zbigniew Spruch (POL)    | 130e              |
| 138               | Ján Svorada (CZE)        | 108e              |
| 139               | Pavel Tonkov (RUS)       | 67e               |

| Mapei-Quick Step MAP | Mapei-Quick Step MAP   | Mapei-Quick Step MAP |
| -------------------- | ---------------------- | -------------------- |
| Num                  | Coureur                | Pos                  |
| 141                  | Óscar Freire (ESP)     | AB-9                 |
| 142                  | Elio Aggiano (ITA)     | AB-18                |
| 143                  | Davide Bramati (ITA)   | 97e                  |
| 144                  | David Cañada (ESP)     | 50e                  |
| 145                  | Dario Cioni (ITA)      | 55e                  |
| 146                  | Pedro Horrillo (ESP)   | NP-14                |
| 147                  | Andrea Noè (ITA)       | AB-8                 |
| 148                  | Eddy Ratti (ITA)       | NP-1                 |
| 149                  | Charles Wegelius (GBR) | 109e                 |

| Milaneza-MSS MIL | Milaneza-MSS MIL                    | Milaneza-MSS MIL |
| ---------------- | ----------------------------------- | ---------------- |
| Num              | Coureur                             | Pos              |
| 151              | Claus Michael Møller (DEN)          | 12e              |
| 152              | Ángel Edo (ESP)                     | 60e              |
| 153              | Victoriano Fernández Martínez (ESP) | AB-11            |
| 154              | Joan Horrach (ESP)                  | 33e              |
| 155              | Fabian Jeker (SUI)                  | 13e              |
| 156              | Rui Lavarinhas (POR)                | 32e              |
| 157              | Melchor Mauri (ESP)                 | AB-16            |
| 158              | João Pedro Silva (POR)              | 58e              |
| 159              | Rui Sousa (POR)                     | 16e              |

| ONCE-Eroski ONC | ONCE-Eroski ONC                 | ONCE-Eroski ONC |
| --------------- | ------------------------------- | --------------- |
| Num             | Coureur                         | Pos             |
| 161             | Joseba Beloki (ESP)             | 3e              |
| 162             | Igor González de Galdeano (ESP) | AB-14           |
| 163             | José Azevedo (POR)              | 34e             |
| 164             | Rafael Díaz Justo (ESP)         | 62e             |
| 165             | Jan Hruška (CZE)                | NP-9            |
| 166             | Jörg Jaksche (GER)              | AB-18           |
| 167             | Mikel Pradera (ESP)             | 98e             |
| 168             | Marcos Serrano (ESP)            | 38e             |
| 169             | Mikel Zarrabeitia (ESP)         | 21e             |

| Phonak Hearing Systems PHO | Phonak Hearing Systems PHO  | Phonak Hearing Systems PHO |
| -------------------------- | --------------------------- | -------------------------- |
| Num                        | Coureur                     | Pos                        |
| 171                        | Oscar Camenzind (SUI)       | AB-16                      |
| 172                        | Gonzalo Bayarri (ESP)       | NP-12                      |
| 173                        | Reto Bergmann (SUI)         | 92e                        |
| 174                        | Juan Carlos Domínguez (ESP) | 93e                        |
| 175                        | Bert Grabsch (GER)          | 101e                       |
| 176                        | Óscar Pereiro (ESP)         | 30e                        |
| 177                        | Benoît Salmon (FRA)         | 83e                        |
| 178                        | Daniel Schnider (SUI)       | 68e                        |
| 179                        | Sven Teutenberg (GER)       | 132e                       |

| Colchon Relax - Fuenlabrada ___ | Colchon Relax - Fuenlabrada ___ | Colchon Relax - Fuenlabrada ___ |
| ------------------------------- | ------------------------------- | ------------------------------- |
| Num                             | Coureur                         | Pos                             |
| 181                             | Nacor Burgos (ESP)              | 35e                             |
| 182                             | Antonio Colom (ESP)             | AB-16                           |
| 183                             | Martín Garrido (ARG)            | AB-15                           |
| 184                             | Óscar Laguna (ESP)              | 64e                             |
| 185                             | José Manuel Maestre (ESP)       | 111e                            |
| 186                             | Germán Nieto (ESP)              | 131e                            |
| 187                             | Benjamín Noval (ESP)            | NP-5                            |
| 188                             | José Luis Rebollo (ESP)         | 46e                             |
| 189                             | José Manuel Vázquez (ESP)       | 99e                             |

| Saeco-Longoni Sport SAE | Saeco-Longoni Sport SAE      | Saeco-Longoni Sport SAE |
| ----------------------- | ---------------------------- | ----------------------- |
| Num                     | Coureur                      | Pos                     |
| 191                     | Gilberto Simoni (ITA)        | 10e                     |
| 192                     | Igor Astarloa (ESP)          | 63e                     |
| 193                     | Leonardo Bertagnolli (ITA)   | 106e                    |
| 194                     | Danilo Di Luca (ITA)         | 20e                     |
| 195                     | Juan Fuentes (ESP)           | 79e                     |
| 196                     | Alessio Galletti (ITA)       | AB-8                    |
| 197                     | Gerrit Glomser (AUT)         | 44e                     |
| 198                     | Fabio Sacchi (ITA)           | 76e                     |
| 199                     | Alessandro Spezialetti (ITA) | AB-7                    |

| Tacconi Sport ___ | Tacconi Sport ___        | Tacconi Sport ___ |
| ----------------- | ------------------------ | ----------------- |
| Num               | Coureur                  | Pos               |
| 201               | Peter Luttenberger (AUT) | 81e               |
| 202               | Gabriele Balducci (ITA)  | AB-5              |
| 203               | Paolo Bossoni (ITA)      | 96e               |
| 204               | Patrick Calcagni (SUI)   | 103e              |
| 205               | Diego Ferrari (ITA)      | 113e              |
| 206               | Andrej Hauptman (SLO)    | 90e               |
| 207               | Zoran Klemenčič (SLO)    | AB-15             |
| 208               | Sylwester Szmyd (POL)    | 29e               |
| 209               | Pietro Zucconi (SUI)     | 119e              |

| Telekom TEL | Telekom TEL                | Telekom TEL |
| ----------- | -------------------------- | ----------- |
| Num         | Coureur                    | Pos         |
| 211         | Erik Zabel (GER)           | 69e         |
| 212         | Rolf Aldag (GER)           | 82e         |
| 213         | Robert Bartko (GER)        | 105e        |
| 214         | Matthias Kessler (GER)     | 47e         |
| 215         | Andreas Klier (GER)        | AB-13       |
| 216         | Andreas Klöden (GER)       | AB-15       |
| 217         | Jan Schaffrath (GER)       | 89e         |
| 218         | Alexandre Vinokourov (KAZ) | NP-11       |
| 219         | Sergueï Yakovlev (KAZ)     | AB-11       |

| US Postal Service USP | US Postal Service USP       | US Postal Service USP |
| --------------------- | --------------------------- | --------------------- |
| Num                   | Coureur                     | Pos                   |
| 221                   | Roberto Heras (ESP)         | 2e                    |
| 222                   | José Luis Rubiera (ESP)     | 51e                   |
| 223                   | Michael Barry (CAN)         | NP-9                  |
| 224                   | David Zabriskie (USA)       | 120e                  |
| 225                   | Antonio Cruz (USA)          | 118e                  |
| 226                   | Steffen Kjærgaard (NOR)     | AB-14                 |
| 227                   | Víctor Hugo Peña (COL)      | AB-15                 |
| 228                   | Christian Vande Velde (USA) | 25e                   |
| 229                   | Matthew White (AUS)         | 129e                  |

| Team Coast COA | Team Coast COA             | Team Coast COA |
| -------------- | -------------------------- | -------------- |
| Num            | Coureur                    | Pos            |
| 1              | Ángel Casero (ESP)         | 6e             |
| 2              | Daniel Becke (GER)         | 124e           |
| 3              | Manuel Beltrán (ESP)       | 9e             |
| 4              | Fernando Escartín (ESP)    | NP-15          |
| 5              | Aitor Garmendia (ESP)      | 85e            |
| 6              | Fabrizio Guidi (ITA)       | AB-15          |
| 7              | Jaime Hernández (ESP)      | 117e           |
| 8              | Luis Pérez Rodríguez (ESP) | 22e            |
| 9              | David Plaza (ESP)          | 14e            |

| Acqua & Sapone-Cantina Tollo ACQ | Acqua & Sapone-Cantina Tollo ACQ     | Acqua & Sapone-Cantina Tollo ACQ |
| -------------------------------- | ------------------------------------ | -------------------------------- |
| Num                              | Coureur                              | Pos                              |
| 11                               | Santos González (ESP)                | 59e                              |
| 12                               | Daniele Bennati (ITA)                | NP-15                            |
| 13                               | Mario Cipollini (ITA)                | AB-8                             |
| 14                               | Martin Derganc (SLO)                 | AB-5                             |
| 15                               | Rubén Lobato (ESP)                   | 123e                             |
| 16                               | Giovanni Lombardi (ITA)              | AB-14                            |
| 17                               | Miguel Ángel Martín Perdiguero (ESP) | 42e                              |
| 18                               | Mario Scirea (ITA)                   | AB-8                             |
| 19                               | Guido Trenti (ITA)                   | AB-11                            |

| AG2R Prévoyance A2R | AG2R Prévoyance A2R       | AG2R Prévoyance A2R |
| ------------------- | ------------------------- | ------------------- |
| Num                 | Coureur                   | Pos                 |
| 21                  | Mikel Astarloza (ESP)     | 77e                 |
| 22                  | Lauri Aus (EST)           | AB-8                |
| 23                  | Stéphane Bergès (FRA)     | AB-8                |
| 24                  | Alexandre Botcharov (RUS) | 61e                 |
| 25                  | Íñigo Chaurreau (ESP)     | AB-14               |
| 26                  | Nicolas Inaudi (FRA)      | AB-2                |
| 27                  | Thierry Loder (FRA)       | AB-8                |
| 28                  | Christophe Oriol (FRA)    | 91e                 |
| 29                  | Nicolas Portal (FRA)      | 84e                 |

| Alessio ALS | Alessio ALS                | Alessio ALS |
| ----------- | -------------------------- | ----------- |
| Num         | Coureur                    | Pos         |
| 31          | Pietro Caucchioli (ITA)    | 23e         |
| 32          | Andrea Brognara (ITA)      | AB-8        |
| 33          | Raffaele Ferrara (ITA)     | AB-16       |
| 34          | Angelo Furlan (ITA)        | 121e        |
| 35          | Vladimir Miholjević (CRO)  | 24e         |
| 36          | Aleksandar Nikačević (SRB) | AB-2        |
| 37          | Dario Pieri (ITA)          | AB-2        |
| 38          | Alberto Vinale (ITA)       | 128e        |
| 39          | Mauro Zanetti (ITA)        | AB-13       |

| BigMat-Auber 93 BIG | BigMat-Auber 93 BIG        | BigMat-Auber 93 BIG |
| ------------------- | -------------------------- | ------------------- |
| Num                 | Coureur                    | Pos                 |
| 41                  | Félix García Casas (ESP)   | 8e                  |
| 42                  | Guillaume Auger (FRA)      | NP-15               |
| 43                  | Stéphane Heulot (FRA)      | AB-6                |
| 44                  | Jeremy Hunt (GBR)          | AB-7                |
| 45                  | Xavier Jan (FRA)           | AB-5                |
| 46                  | Aitor Kintana (ESP)        | 53e                 |
| 47                  | Cyril Saugrain (FRA)       | 114e                |
| 48                  | Alexei Sivakov (RUS)       | 126e                |
| 49                  | Sébastien Talabardon (FRA) | 110e                |

| Cofidis-Le Crédit par Téléphone COF | Cofidis-Le Crédit par Téléphone COF | Cofidis-Le Crédit par Téléphone COF |
| ----------------------------------- | ----------------------------------- | ----------------------------------- |
| Num                                 | Coureur                             | Pos                                 |
| 51                                  | David Millar (GBR)                  | AB-15                               |
| 52                                  | Daniel Atienza (ESP)                | 28e                                 |
| 53                                  | Íñigo Cuesta (ESP)                  | AB-8                                |
| 54                                  | Médéric Clain (FRA)                 | 70e                                 |
| 55                                  | Bingen Fernández (ESP)              | 87e                                 |
| 56                                  | Massimiliano Lelli (ITA)            | AB-15                               |
| 57                                  | Robert Sassone (FRA)                | 127e                                |
| 58                                  | Dmitriy Fofonov (KAZ)               | 78e                                 |
| 59                                  | Guido Trentin (ITA)                 | 15e                                 |

| Domo-Farm Frites DOM | Domo-Farm Frites DOM    | Domo-Farm Frites DOM |
| -------------------- | ----------------------- | -------------------- |
| Num                  | Coureur                 | Pos                  |
| 61                   | Jeroen Blijlevens (NED) | AB-13                |
| 62                   | Dave Bruylandts (BEL)   | 56e                  |
| 63                   | Steve De Wolf (BEL)     | AB-8                 |
| 64                   | Leif Hoste (BEL)        | AB-16                |
| 65                   | Andrey Kashechkin (KAZ) | AB-14                |
| 66                   | Steven Kleynen (BEL)    | 26e                  |
| 67                   | Koos Moerenhout (NED)   | 72e                  |
| 68                   | Bram Tankink (NED)      | AB-5                 |
| 69                   | Jurgen Van Goolen (BEL) | 116e                 |

| Euskaltel-Euskadi EUS | Euskaltel-Euskadi EUS         | Euskaltel-Euskadi EUS |
| --------------------- | ----------------------------- | --------------------- |
| Num                   | Coureur                       | Pos                   |
| 71                    | Mikel Artetxe (ESP)           | 86e                   |
| 72                    | David Etxebarria (ESP)        | AB-16                 |
| 73                    | Iker Flores (ESP)             | 71e                   |
| 74                    | Gorka Gerrikagoitia (ESP)     | 107e                  |
| 75                    | Roberto Laiseka (ESP)         | AB-5                  |
| 76                    | Alberto López de Munain (ESP) | 65e                   |
| 77                    | José Alberto Martínez (ESP)   | 112e                  |
| 78                    | Iban Mayo (ESP)               | 5e                    |
| 79                    | Haimar Zubeldia (ESP)         | 11e                   |

| Fassa Bortolo FAS | Fassa Bortolo FAS          | Fassa Bortolo FAS |
| ----------------- | -------------------------- | ----------------- |
| Num               | Coureur                    | Pos               |
| 81                | Francesco Casagrande (ITA) | 7e                |
| 82                | Fabio Baldato (ITA)        | AB-8              |
| 83                | Nicola Loda (ITA)          | 88e               |
| 84                | Alessandro Petacchi (ITA)  | 94e               |
| 85                | Gorazd Štangelj (SLO)      | 74e               |
| 86                | Paolo Tiralongo (ITA)      | 43e               |
| 87                | Tadej Valjavec (SLO)       | 18e               |
| 88                | Marco Velo (ITA)           | 57e               |
| 89                | Denis Zanette (ITA)        | 104e              |

| iBanesto.com BAN | iBanesto.com BAN                 | iBanesto.com BAN |
| ---------------- | -------------------------------- | ---------------- |
| Num              | Coureur                          | Pos              |
| 91               | Juan Miguel Mercado (ESP)        | NP-13            |
| 92               | Santiago Blanco (ESP)            | 45e              |
| 93               | Juan Antonio Flecha (ESP)        | 41e              |
| 94               | José Vicente García Acosta (ESP) | 75e              |
| 95               | José Iván Gutiérrez (ESP)        | 100e             |
| 96               | Pablo Lastras (ESP)              | 17e              |
| 97               | Francisco Mancebo (ESP)          | AB-9             |
| 98               | Jon Odriozola (ESP)              | AB-14            |
| 99               | Aitor Osa (ESP)                  | 54e              |

| Index-Alexia Alluminio INA | Index-Alexia Alluminio INA | Index-Alexia Alluminio INA |
| -------------------------- | -------------------------- | -------------------------- |
| Num                        | Coureur                    | Pos                        |
| 101                        | Paolo Savoldelli (ITA)     | NP-5                       |
| 102                        | Dario Andriotto (ITA)      | AB-11                      |
| 103                        | Giuseppe Di Grande (ITA)   | AB-15                      |
| 104                        | Alessandro Guerra (ITA)    | 122e                       |
| 105                        | Marco Magnani (ITA)        | AB-11                      |
| 106                        | Daniele Galli (ITA)        | AB-7                       |
| 107                        | Ivan Quaranta (ITA)        | AB-5                       |
| 108                        | Corrado Serina (ITA)       | AB-8                       |
| 109                        | Andris Reiss (LAT)         | 95e                        |

| Jazztel-Costa de Almeria JAZ | Jazztel-Costa de Almeria JAZ   | Jazztel-Costa de Almeria JAZ |
| ---------------------------- | ------------------------------ | ---------------------------- |
| Num                          | Coureur                        | Pos                          |
| 111                          | Rafael Casero (ESP)            | 40e                          |
| 112                          | Darío Gadeo (ESP)              | 115e                         |
| 113                          | Jorge Ferrío (ESP)             | 49e                          |
| 114                          | José Antonio Garrido (ESP)     | 36e                          |
| 115                          | Juan Carlos Guillamón (ESP)    | 125e                         |
| 116                          | Serguei Smetanine (RUS)        | 80e                          |
| 117                          | José Antonio Pecharromán (ESP) | 27e                          |
| 118                          | Carlos Torrent (ESP)           | 73e                          |
| 119                          | Ricardo Valdés (ESP)           | AB-9                         |

| Kelme-Costa Blanca KEL | Kelme-Costa Blanca KEL         | Kelme-Costa Blanca KEL |
| ---------------------- | ------------------------------ | ---------------------- |
| Num                    | Coureur                        | Pos                    |
| 121                    | Óscar Sevilla (ESP)            | 4e                     |
| 122                    | Santiago Botero (COL)          | 66e                    |
| 123                    | Juan José de los Ángeles (ESP) | 52e                    |
| 124                    | Carlos García Quesada (ESP)    | 19e                    |
| 125                    | Aitor González (ESP)           | 1er                    |
| 126                    | José Enrique Gutiérrez (ESP)   | 37e                    |
| 127                    | Jesús Manzano (ESP)            | NP-17                  |
| 128                    | Antonio Tauler (ESP)           | 39e                    |
| 129                    | Alejandro Valverde (ESP)       | AB-15                  |

| Lampre-Daikin LAM | Lampre-Daikin LAM        | Lampre-Daikin LAM |
| ----------------- | ------------------------ | ----------------- |
| Num               | Coureur                  | Pos               |
| 131               | Juan Manuel Gárate (ESP) | NP-15             |
| 132               | Simone Bertoletti (ITA)  | 31e               |
| 133               | Massimo Codol (ITA)      | 48e               |
| 134               | Milan Kadlec (CZE)       | AB-12             |
| 135               | Johan Verstrepen (BEL)   | AB-12             |
| 136               | Mariano Piccoli (ITA)    | 102e              |
| 137               | Zbigniew Spruch (POL)    | 130e              |
| 138               | Ján Svorada (CZE)        | 108e              |
| 139               | Pavel Tonkov (RUS)       | 67e               |

| Mapei-Quick Step MAP | Mapei-Quick Step MAP   | Mapei-Quick Step MAP |
| -------------------- | ---------------------- | -------------------- |
| Num                  | Coureur                | Pos                  |
| 141                  | Óscar Freire (ESP)     | AB-9                 |
| 142                  | Elio Aggiano (ITA)     | AB-18                |
| 143                  | Davide Bramati (ITA)   | 97e                  |
| 144                  | David Cañada (ESP)     | 50e                  |
| 145                  | Dario Cioni (ITA)      | 55e                  |
| 146                  | Pedro Horrillo (ESP)   | NP-14                |
| 147                  | Andrea Noè (ITA)       | AB-8                 |
| 148                  | Eddy Ratti (ITA)       | NP-1                 |
| 149                  | Charles Wegelius (GBR) | 109e                 |

| Milaneza-MSS MIL | Milaneza-MSS MIL                    | Milaneza-MSS MIL |
| ---------------- | ----------------------------------- | ---------------- |
| Num              | Coureur                             | Pos              |
| 151              | Claus Michael Møller (DEN)          | 12e              |
| 152              | Ángel Edo (ESP)                     | 60e              |
| 153              | Victoriano Fernández Martínez (ESP) | AB-11            |
| 154              | Joan Horrach (ESP)                  | 33e              |
| 155              | Fabian Jeker (SUI)                  | 13e              |
| 156              | Rui Lavarinhas (POR)                | 32e              |
| 157              | Melchor Mauri (ESP)                 | AB-16            |
| 158              | João Pedro Silva (POR)              | 58e              |
| 159              | Rui Sousa (POR)                     | 16e              |

| ONCE-Eroski ONC | ONCE-Eroski ONC                 | ONCE-Eroski ONC |
| --------------- | ------------------------------- | --------------- |
| Num             | Coureur                         | Pos             |
| 161             | Joseba Beloki (ESP)             | 3e              |
| 162             | Igor González de Galdeano (ESP) | AB-14           |
| 163             | José Azevedo (POR)              | 34e             |
| 164             | Rafael Díaz Justo (ESP)         | 62e             |
| 165             | Jan Hruška (CZE)                | NP-9            |
| 166             | Jörg Jaksche (GER)              | AB-18           |
| 167             | Mikel Pradera (ESP)             | 98e             |
| 168             | Marcos Serrano (ESP)            | 38e             |
| 169             | Mikel Zarrabeitia (ESP)         | 21e             |

| Phonak Hearing Systems PHO | Phonak Hearing Systems PHO  | Phonak Hearing Systems PHO |
| -------------------------- | --------------------------- | -------------------------- |
| Num                        | Coureur                     | Pos                        |
| 171                        | Oscar Camenzind (SUI)       | AB-16                      |
| 172                        | Gonzalo Bayarri (ESP)       | NP-12                      |
| 173                        | Reto Bergmann (SUI)         | 92e                        |
| 174                        | Juan Carlos Domínguez (ESP) | 93e                        |
| 175                        | Bert Grabsch (GER)          | 101e                       |
| 176                        | Óscar Pereiro (ESP)         | 30e                        |
| 177                        | Benoît Salmon (FRA)         | 83e                        |
| 178                        | Daniel Schnider (SUI)       | 68e                        |
| 179                        | Sven Teutenberg (GER)       | 132e                       |

| Colchon Relax - Fuenlabrada ___ | Colchon Relax - Fuenlabrada ___ | Colchon Relax - Fuenlabrada ___ |
| ------------------------------- | ------------------------------- | ------------------------------- |
| Num                             | Coureur                         | Pos                             |
| 181                             | Nacor Burgos (ESP)              | 35e                             |
| 182                             | Antonio Colom (ESP)             | AB-16                           |
| 183                             | Martín Garrido (ARG)            | AB-15                           |
| 184                             | Óscar Laguna (ESP)              | 64e                             |
| 185                             | José Manuel Maestre (ESP)       | 111e                            |
| 186                             | Germán Nieto (ESP)              | 131e                            |
| 187                             | Benjamín Noval (ESP)            | NP-5                            |
| 188                             | José Luis Rebollo (ESP)         | 46e                             |
| 189                             | José Manuel Vázquez (ESP)       | 99e                             |

| Saeco-Longoni Sport SAE | Saeco-Longoni Sport SAE      | Saeco-Longoni Sport SAE |
| ----------------------- | ---------------------------- | ----------------------- |
| Num                     | Coureur                      | Pos                     |
| 191                     | Gilberto Simoni (ITA)        | 10e                     |
| 192                     | Igor Astarloa (ESP)          | 63e                     |
| 193                     | Leonardo Bertagnolli (ITA)   | 106e                    |
| 194                     | Danilo Di Luca (ITA)         | 20e                     |
| 195                     | Juan Fuentes (ESP)           | 79e                     |
| 196                     | Alessio Galletti (ITA)       | AB-8                    |
| 197                     | Gerrit Glomser (AUT)         | 44e                     |
| 198                     | Fabio Sacchi (ITA)           | 76e                     |
| 199                     | Alessandro Spezialetti (ITA) | AB-7                    |

| Tacconi Sport ___ | Tacconi Sport ___        | Tacconi Sport ___ |
| ----------------- | ------------------------ | ----------------- |
| Num               | Coureur                  | Pos               |
| 201               | Peter Luttenberger (AUT) | 81e               |
| 202               | Gabriele Balducci (ITA)  | AB-5              |
| 203               | Paolo Bossoni (ITA)      | 96e               |
| 204               | Patrick Calcagni (SUI)   | 103e              |
| 205               | Diego Ferrari (ITA)      | 113e              |
| 206               | Andrej Hauptman (SLO)    | 90e               |
| 207               | Zoran Klemenčič (SLO)    | AB-15             |
| 208               | Sylwester Szmyd (POL)    | 29e               |
| 209               | Pietro Zucconi (SUI)     | 119e              |

| Telekom TEL | Telekom TEL                | Telekom TEL |
| ----------- | -------------------------- | ----------- |
| Num         | Coureur                    | Pos         |
| 211         | Erik Zabel (GER)           | 69e         |
| 212         | Rolf Aldag (GER)           | 82e         |
| 213         | Robert Bartko (GER)        | 105e        |
| 214         | Matthias Kessler (GER)     | 47e         |
| 215         | Andreas Klier (GER)        | AB-13       |
| 216         | Andreas Klöden (GER)       | AB-15       |
| 217         | Jan Schaffrath (GER)       | 89e         |
| 218         | Alexandre Vinokourov (KAZ) | NP-11       |
| 219         | Sergueï Yakovlev (KAZ)     | AB-11       |

| US Postal Service USP | US Postal Service USP       | US Postal Service USP |
| --------------------- | --------------------------- | --------------------- |
| Num                   | Coureur                     | Pos                   |
| 221                   | Roberto Heras (ESP)         | 2e                    |
| 222                   | José Luis Rubiera (ESP)     | 51e                   |
| 223                   | Michael Barry (CAN)         | NP-9                  |
| 224                   | David Zabriskie (USA)       | 120e                  |
| 225                   | Antonio Cruz (USA)          | 118e                  |
| 226                   | Steffen Kjærgaard (NOR)     | AB-14                 |
| 227                   | Víctor Hugo Peña (COL)      | AB-15                 |
| 228                   | Christian Vande Velde (USA) | 25e                   |
| 229                   | Matthew White (AUS)         | 129e                  |